# 로스쿨 비대위
올바른 로스쿨을 위한 시민인권노동법학계 비상대책위원회(로스쿨 비대위)는 한국의 시민단체로 법학전문대학원 설립에 관한 정책에 대한 활동을 한다. 진보적 시민단체와 법학대학, 교수들로 구성되어 있으며 로스쿨 정원 및 설립대학원 수 확대등을 주장하고 있다. 비대위 공동대표는 석종현 단국대 법대교수이다. 집단소송과 언론 기자회견, 시위등을 여는 등의 방법을 사용하고 있다. 2008년 1월 30일 단국대 석종현 법학교수, 새사회연대 이창수 대표, 동국대 정용상 법과대 교수, 서강대 이상수 법과대 교수 등 집행부 9명이 이와 관련하여 모임을 가진바 있다.
 로스쿨비대위는 로스쿨 정원 문제에 대하여 "심각한 고려대상"이라고 한 대통령의 인식을 다행스럽게 생각하면서도 한편으로 정원문제를 조속히 해결하고 가야함을 다시 한 번 강조하지 않을 수 없다.
규제완화를 정책기조로 하는 새 정부가 겹겹의 통제일변도인 로스쿨 정책을 하루 빨리 자율과 경쟁체제로 정상화시키는 것이 정부정책의 일관성과 성공을 담보하는 것일 진 데, 심각한 문제점을 인식하면서도 해결을 미루는 것은 잘못된 것이라고 본다.

현재 로스쿨은 최종결정이 아니라 본인가는 9월에 하도록 되어 있다. 법학전문대학원협의회는 총정원 규제가 최대 난관이라고 밝혔다. 정원 문제로 국가를 상대로 한 소송도 여러 건이 진행 중이다. 정원 제한을 근거로 한 높은 등록금은 준비생에게 크나큰 부담으로 전가되고 있다. 로스쿨 도입 취지에 부합한 사법서비스의 개선이 될지에 대해 오히려 국민들의 불신이 높아지고 있다.
결국 지금 총정원 문제를 해결하지 않으면 잘못된 제도의 시작을 용인하는 것과 같다. 9월 최종인가까지 문제해결을 위한 시간은 충분하다. 경쟁과 실용의 사법시스템 구축은 로스쿨 총정원 규제를 풀고 사법서비스시장에 맡기는 것이 전제되어야 하며 그것이 이명박 정부의 철학에도 부합한다.
그간 대통령의 추진력을 본다면 조속히 총정원에 대한 합리적 조정방안을 찾을 것으로 믿는다. 이 문제에 대한 대통령의 결단을 촉구한다.
2008년 4월 16일 

올바른 로스쿨을 위한 시민·인권·노동·법학계 비상대책위원회 

상임공동대표: 석종현, 손영태 

(공동상임집행위원장: 정용상, 장재옥, 이창수)

로스쿨법 비대위의 이상수 공동집행위원장(한남대 교수)는 “현재로서는 우선 중요한 문제를 해결한 다음 법안을 통과시키는 것이 중요다하다”며 “총 입학정원 협의 대상기관에서 대한변협과 한국법학교수회를 제외하고 교육부장관이 사전에 국회에 보고하도록 하는 등 국회의원 사이에서 일정한 합의가 이뤄졌지만 추가적인 개선이 필요하다”고 지적했다.
로스쿨법 비대위의 주장
- 총 입학정원 확대와 변호사 수의 증대

- 고비용 문제의 해결

- 변호사자격시험법안과 로스쿨 법안을 동시에 논의할 것 등

세 가지는 어떤 형태로든 명확하게 못 박고 넘어가야 한다고 주장했으나 2008년 2월 교육인적자원부가 발표한 로스쿨 예비인가 명단 25개 대학 선정발표 이후 별다른 진척없이 해산한 상태이다.

## 로스쿨 선정에 대한 판결 내용
법학전문대학원(로스쿨) 선정 과정에서 후보 대학의 교수들이 자신이 소속되지 않은 대학을 심의한 것은 적법하다는 판결이 나왔다.
서울고법 행정7부(재판장 고영한 부장판사)는 동국대학교가 "서울대 등 4개 경쟁 대학의 교수들이 선발 과정에 부당하게 관여했다"며 교육과학기술부장관을 상대로 낸 로스쿨 예비인가 거부처분 취소 청구소송에 대한 파기환송심에서 원고 패소 판결했다고 2010년 5월 6일 밝혔다.
재판부는 "교수위원들이 규정상 금지된 자신의 소속 대학에 대한 심의에 관여한 것은 규정 위반이지만 교수위원이 소속되지 않은 동국대를 심의한 것은 위법하다고 볼 수 없다"고 판결했다.
이어 "다른 대학에 대한 심의결과가 자기 소속 대학에 대한 심의에 영향을 미칠 수도 있지만 이는 직접 자신의 소속 대학에 대한 심의에 관여하는 것에 비한다면 간접적이라고 볼 수 있다"고 설명했다.
동국대는 로스쿨 선정 과정에서 탈락한 뒤 2008년 2월 교육인적자원부 장관을 상대로 예비인가 거부처분 취소 청구소송을 냈다.
1심과 2심은 "교과부의 처분이 위법하지만 사회적 파장과 공공복리 등을 고려할 때 확정된 로스쿨 인가 내용을 바꿀 수 없다"며 원고 패소 판결했다.
반면 대법원은 "교과부의 처분이 위법하다고 판단한 원심 판결에는 법학전문대학원설치법 제13조의 적용범위에 대해 법리를 오해한 부분이 있다"며 사건을 서울고법으로 돌려보냈다.
법학전문대학원설치법 제13조는 본인이나 배우자가 심의 대상인 대학 또는 대학을 설치·경영하는 학교법인에 재직하는 경우 심의에 관여할 수 없도록 규정하고 있다.

- 동국대의 판결에 앞서 2010년 1월 13일에서는 다음과 같은 판결이 나온바 있다.

전남대에 이어 서울대와 이화여대, 경북대 법학전문대학원(로스쿨)에 대한 인가가 위법함을 명시적으로 밝히는 고법 판결이 나왔다.
서울고법 행정1부(안영률 부장판사)는 학교법인 단국대학이 서울대 등 25개 대학의 로스쿨 인가를 취소하라며 교육과학기술부장관을 상대로 낸 소송에서 "서울대와 이화여대, 경북대, 전남대 등 4개 대학에 대한 로스쿨 인가는 위법"이라고 판결했다고 2010년 1월 13일 밝혔다.
재판부는 다만 "이들 대학의 로스쿨 인가를 취소하는 것은 현저히 공공복리에 어긋나므로 취소하지는 않는다"며 원고 패소로 판결했으며 단국대에 대한 인가거부도 정당하다고 봤다.
재판부는 "법학전문대학원설치법은 법학교육위원이 대상 학교에 재직하고 있다면 심의에 관여하지 못하도록 규정하고 있는데, 예비인가 대학과 정원을 심의ㆍ의결한 2008년 1월 15차 회의에 로스쿨을 신청한 서울대, 이화여대, 경북대, 전남대 교수가 위원으로 참여했다"고 지적했다.
그러나 "심사기준과 현지조사ㆍ채점표 작성 등은 적법하며 서울대와 이대는 서울권역 대학 중 1ㆍ5위, 경북대와 전남대는 지방 권역 대학 중 1ㆍ2위로 평가돼 소속교수들이 회의에 관여하지 않았어도 인가받을 수 있었다고 보이므로 인가를 취소하고 다시 심의하는 것은 무익하다"고 밝혔다.
또 "사법개혁의 일환으로 로스쿨이 개원해 교육이 이뤄지고 있는 점, 인가를 취소하면 입학생이 큰 피해를 당하고 제도 운영에 차질이 우려되는 점을 고려하면 이를 취소하는 것은 현저히 공공복리에 적합하지 않다"고 덧붙였다.
단국대는 로스쿨 선정에서 탈락하자 "로스쿨을 신청한 서울대 등의 교수가 심의에 참여하는 등 선정 절차가 잘못됐다"며 소송을 냈다.
1심은 "로스쿨 인가를 신청한 대학의 교수들이 법학교육위원회의 위원으로 위촉된 것은 사실이지만 자기 학교의 평가에는 관여하지 않았다"며 원고 패소로 판결하면서도 인가의 위법성 여부에 대해서는 판단하지 않았다.
앞서 조선대가 전남대를 상대로 낸 같은 취지의 소송에서 대법원은 "교수위원이 자신이 소속된 전남대의 예비인가를 심의한 것은 규정 위반으로, 이는 취소 사유에 해당한다"면서도 "하지만 교수위원이 관여하지 않았다 해도 대학 평가점수로 볼 때 동일한 결론이 났을 것으로 보이기 때문에 인가처분을 취소하는 것은 공공복리에 적합하지 않다"고 원고 패소로 판결한 원심을 확정했다.
당시 조선대는 전남대 외에 다른 권역의 대학을 문제 삼지 않아 서울대 등의 인가가 위법한지는 판단 대상이 되지 않았다.

- 단국대의 판결에 앞서 2009년 7월 28일에서는 다음과 같은 판결이 나온바 있다.

동국대학교가 법학전문대학원(로스쿨) 선정에서 탈락된 것은 위법하다는 판결이 나왔다. 서울고등법원 제6행정부는 지난 2009년 7월 28일 동국대가 제기한 ‘예비인가거부처분취소’ 소송에서 “교육과학기술부가 동국대에 대해 한 로스쿨 설치인가 거부처분은 위법하다”고 판결했다. 하지만 소송 자체에 대해서는 기각했다.
 

법학교육위원회 제척사유 인정…‘사정판결’ 들어 패소 판결
 

동국대는 지난 2008년 2월 교육부가 발표한 로스쿨 예비인가 명단에서 제외되자 곧바로 서울행정법원에 예비인가 거부처분 취소 소송을 제기했다. 하지만 법원은 같은 해 12월 동국대의 소송이 이유 없다며 패소 판결을 내렸고, 동국대는 이듬해 2009년 1월 항소했다.

 

서울고등법원은 로스쿨 선정에 관여한 법학교육위원회 위원들 중 일부가 제척사유가 있음을 인정했다. 로스쿨 인가를 신청한 대학의 교수 등 관계자들이 법학교육위원회 위원으로 활동하면서 자신이 소속된 대학에 유리하게 결정하는 일이 있을 수 있다는 것이다. 하지만 법원은 위원들이 제척조항을 준수하려고 노력했다는 점에서 이런 하자가 중대하고 명백하다고 할 수 없으므로 로스쿨 대학 선정 자체를 무효로 할 수는 없다고 밝혔다.

따라서 서울고등법원은 “원고의 사건 청구는 이유는 있으나 이미 로스쿨이 개원해 교육을 실시하고 있는 등 이번 처분을 취소할 경우 제도 자체 운영에 큰 차질을 빚을 수 있다”며 “공공복리에 위배되면 ‘사정판결’할 수 있으므로 항소를 기각하되, 그 부분이 위법함을 명시하기로 한다”고 결론 지었다.

“로스쿨 정원 늘려야”…동국대 내일 긴급대책회의 예정
 

이에 대해 정용상 동국대 법과대학장은 “사법부의 판결 정신을 살려 정부는 정책을 변경해야 한다”며 “동국대의 탈락이 위법하다고 한 만큼 로스쿨 정원을 늘려 피해대학들을 구제해야 할 것”이라고 말했다. 이와 함께 정용상 교수는 전국법과대학장협의회와 논의해 로스쿨법 개정 작업에도 착수할 계획이라고 밝혔다. 동국대도 내일(7월30일) 오영교 총장 등 로스쿨과 관련한 주요 보직자들이 모여 긴급대책회의를 개최할 것으로 전해졌다.

동국대는 15개 대학을 선정한 서울권역 로스쿨 대학 심사 결과, 14위를 차지했음에도 ‘지역균형발전’이라는 명분에 밀려 탈락한바 있다.
 

- 사정판결

행정소송법 제28조에는 ‘원고의 청구가 이유 있다고 인정하는 경우에도 처분등을 취소하는 것이 현저히 공공복리에 적합하지 아니하다고 인정하는 때에는 법원은 원고의 청구를 기각할 수 있다’고 명시하고 있는데, 이러한 판결을 사정판결이라고 한다. 

이 판결이 내려지면, 법원은 판결 주문에서 처분 등이 위법하다는 것을 명시해야 하며, 판결 전에 원고가 그로 인해 입게 될 손해의 정도와 배상방법 등을 조사해야 한다. 반면에 원고는 국가 또는 공공단체를 상대로 손해배상, 제해시설(除害施設)의 설치, 그밖에 적당한 구제방법의 청구를 통해 취소소송 등을 제기할 수 있다.

- 또한 동국대의 판결에 앞서 2008년 8월 20일에서는 다음과 같은 판결이 나온바 있다.

법원 “로스쿨 대학 선정 과정은 적법”
`로스쿨 소송‘ 첫 판결…조선대 패소
법학전문대학원(로스쿨) 예비인가 대학 선정 과정이 적법하다는 법원의 첫 판단이 나왔다.
서울행정법원 행정11부(김용찬 부장판사)는 20일 조선대가 교육과학기술부 장관을 상대로 낸 로스쿨 예비인가 거부처분 취소소송에서 원고패소 판결했다.
재판부는 광주권 4개 대학이 예비인가를 받은 것이 부당하다는 조선대의 주장도 받아들이지 않았다.
올해 2월 교과부는 로스쿨 예비인가 대학 25곳을 선정해 발표했으며 조선대와 영산대, 단국대 등 탈락한 대학들이 잇따라 취소 소송을 냈다.
앞서 서울행정법원은 로스쿨 예비인가를 받지못한 대학들이 예비인가의 효력을 정지해달라며 낸 효력정지 신청을 기각했으며 조선대가 예비인가 심의 과정의 적법성을 문제 삼으며 심사 서류에 대해 신청한 증거보전도 받아들이지 않았다.

| “ | “법학전문대학원(로스쿨) 인가시에 인가를 신청한 대학의 교수가 심사위원으로, 심지어 몇몇은 자기 대학의 심사에도 참여했던 것” | ” |

| “ | “‘자신의 일을 자신이 심판할 수 없다’는 ‘자연적 정의’(‘natural justice’)의 원칙을 정면으로 위반한 셈이다. 법원은 이렇게 심사를 해서 로스쿨 인가를 한 행정처분이 ‘위법’이라고 판시했다. 하지만 법원은 이미 로스쿨 인가가 끝나고 입학생을 받아서 공부를 하고 있기 때문에 공익적 관점에서 인가를 실제로 취소할 수는 없다고 했다. 이런 것을 ‘사정판결’이라고 부르는데, 행정소송에 특유한 제도” | ” |

| “ | “이런 판결이 부당하고 비겁한 것이라고 생각한다. 심사는 심사위원회 구성이 가장 중요한데, 거기에 문제가 있으면 중대한 하자가 있는 것이고, 그렇다면 일단 학생모집을 중지시켜 놓고(즉, 가처분 신청을 인용하고) 심리를 해야 하는 것이다. 소송 시작한 후 2년이 지나서, 그리고 로스쿨이 개원한지 1년이 지나서 비로소 ‘불법이지만 사실상 합법’이라고 판결하는 것은 올바른 길이 아니다”(이상 이상돈 중앙대 교수) | ” |

## 같이 보기
- 대한민국의 법학전문대학원
- 법학 교육